# Tesla Roadster
Tesla Roadster je čtyřmístný sportovní elektromobil, vyrobený firmou Tesla. První model Tesla Roadster byl vyráběn v letech 2008–2012. 
Tesla uvedla, že u druhé generace bude možné zrychlení z 0 na 62 mph (0 na 100 km/h) za 1,9 sekundy, rychlejší než jakékoliv produkční auto s povolením na silnici, jeho představení se plánovalo v listopadu 2017. Zahájení výroby se původně plánovalo v roce 2020, ne dříve než bude zahájen prodej modelu Y. Nově je plánováno na rok 2025. Elon Musk uvedl, že Roadster bude nejrychlejším vozidlem s novým režimem zrychlení s názvem „Maximum Plaid“. Roadster navrhl Franz Von Holzhausen.

## Druhá generace

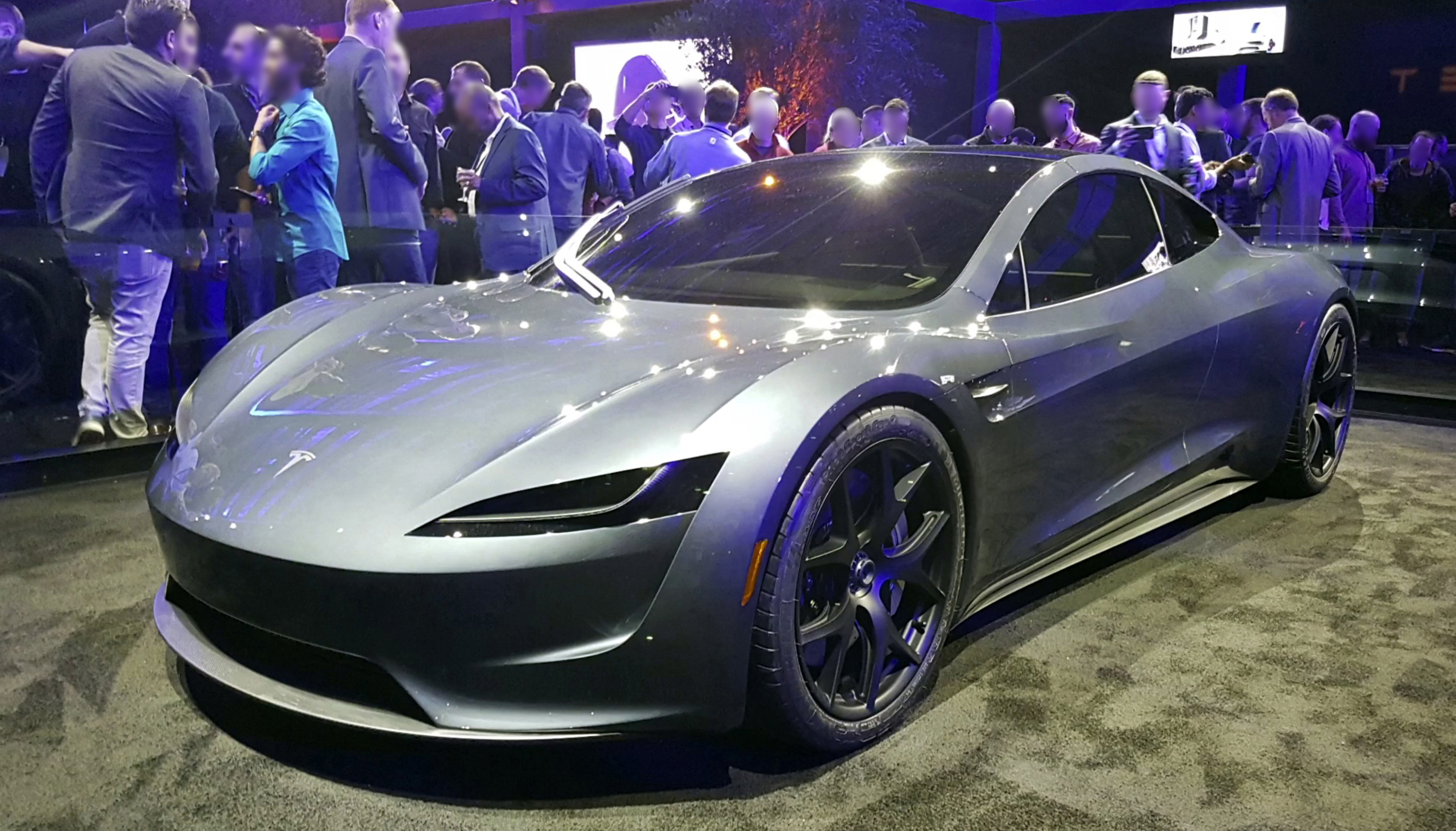
Prototyp druhé generace Tesla Roadster

### Historie
V roce 2011, na konci produkčních let automobilu Tesla Roadster, Elon Musk navrhl, že nová verze vozu Roadster, bez podvozku Lotus, se vrátí do výroby v roce 2014.
V roce 2015 navrhl Musk, že v roce 2019 nový Roadster bude schopný většího zrychlení. Tweet od Elona Muska v prosinci 2016 znovu potvrdil, že na druhém modelu se pracuje, ale že to stále „pár let potrvá“.
Verze Roadsteru 2020 byla představena jako překvapení na konci Tesla Semi eventu 16. listopadu 2017 — během kterého Roadster vyjel zezadu jednoho ze semi-truck-traileru na píseň „Sabotage“. Musk vysvětlil koncept takto: „Smyslem, proč toto auto děláme, je dát rozhodující úder benzínovým autům. Řídit spalovací sporťák bude v porovnání s tímto autem jako projížďka předpotopním autem.“
Cena vozu má být 200 000 dolarů; zkušební jízdy se uskutečnily na akci pro ty, kteří zaplatili zálohu ve výši 50 000 dolarů, aby předem objednali vozidlo. 
Dodatečné informace následovaly po upoutávce, například různé světové rekordy rychlosti, které překoná.

### Předobjednávky
Od roku 2017 byly zahájeny předběžné objednávky vozu Roadster s požadovaným vkladem 50 000 dolarů. Majitelé společnosti Tesla, kteří se účastnili propagačního programu, začali shromažďovat slevy na nákup vozu na základě počtu doporučení. Ti, kteří dosáhli 55 potvrzených doporučení, získali 100% slevu na budoucí nákup vozu Roadster.

### Cena
Očekává se, že základní model bude stát 200 000 dolarů, ale prvních 1000 kusů, které budou vyrobeny, tzv. Founder's Series, budou stát 250.000 dolarů. Úplné zaplacení bude zapotřebí k předběžnému objednání druhého vozidla. Vklady pro Roadster by měly pomoci Tesle pokrýt některé z jejich současných hlavních výdajů, tvrdí CNBC.

## Design
Druhá generace Tesla Roadster je 2 + 2 roadster s odnímatelnou skleněnou střechou. Navrhl ho Franz von Holzhausen, původně zaměstnanec Mazdy. Roadster má uspořádání sedadel 2 + 2 (menší zadní sedadla pro dva cestující).
Roadster má tři elektromotory, jeden vpředu a dva vzadu, umožňující pohon všech kol a vektorování točivého momentu při zatáčení. Tesla uvedla, že vozidlo má baterii, která má dvojnásobnou kapacitu modelu Tesla Model S P100D a dosahuje 621 mil (1 000 km) na jednom nabití při dálničních rychlostech. Tesla uvedla, že točivý moment kol byl 10 kNm. Zadní kola jsou větší než přední kola.

## Výkonnostní odhady
Při představení 17. listopadu 2017 Tesla uvedla, že zrychlení Roadsteru bude:
- 0–97 km/h (0–60 mph) za 1,9 sekundy
- 0–161 km/h (0–100 mph) za 4,2 sekundy

Tesla uvedla, že maximální rychlostí bude dosahovat 402 km/h. Pokud Roadster dosáhne těchto čísel, překoná superauta roku 2017 a udá nový rekord pro výrobní vozy, z nichž žádný ještě nepředvedl lepší výkon než 0–100 km/h za 2 sekundy nebo 9 sekund na 1/4 míle. Hybridní Porsche 918 Spyder je nejrychlejším automobilem v současné výrobě a dosahuje rychlosti 0–100 km/h za 2,2 sekundy.

## Nezávislé analýzy
Výzkum dokončený agenturou Bloomberg L.P. naznačuje, že odhady rozsahu nabídek jsou optimistické na základě připomínek společnosti Salim Morsy, analytika elektrických vozidel společnosti Bloomberg New Energy Finance. V článku nazvaném Nejnovější sliby společnosti Tesla porušily zákony o bateriích. Morsey uvedl, že uvedená kapacita by vyžadovala baterie, které by byly příliš velké pro tak malý rám vozu Roadster. „Opravdu si nemyslím, že auto, které jste viděli minulý týden, mělo v sobě celých 200 kWh. Myslím si, že je to fyzicky nemožné v dnešní době vyrobit.“
Venkat Viswanathan popsal jako „asistent profesního mechanického inženýrství, který pracuje u institutu pro energetické inovace Wiltona E. Scotta a zaměřuje se na bateriovou technologii příští generace“ řekl Jalopnik, že 1,9sekundový údaj pro 0 až 60 mph se zdá být přiměřená navzdory odhadované hmotnosti baterie 833 kg. Dodal, že proveditelnost tvrzení o zrychlení předpokládá, že budou k dispozici vhodné pneumatiky pro maximální trakci, která bude vyžadována. Viswanathan se nezabýval otázkou nárokovaného rozsahu s aktuální technologií baterií.